# العلاقات السنغافورية الغينية
العلاقات السنغافورية الغينية هي العلاقات الثنائية التي تجمع بين سنغافورة وغينيا.

## مقارنة بين البلدين
هذه مقارنة عامة ومرجعية للدولتين:
| وجه المقارنة                                              | سنغافورة                                                             | غينيا       |
| --------------------------------------------------------- | -------------------------------------------------------------------- | ----------- |
| المساحة (كم2)                                             | 719                                                                  | 245.86 ألف  |
| عدد السكان (نسمة)                                         | 5.89 مليون                                                           | 12.72 مليون |
| الكثافة السكانية (ن./كم²)                                 | 819.19 ألف                                                           | 51.74       |
| العاصمة                                                   | سنغافورة                                                             | كوناكري     |
| اللغة الرسمية                                             | لغة إنجليزية، اللغة الملايو، اللغة الصينية القياسية، اللغة التاميلية | لغة فرنسية  |
| العملة                                                    | دولار سنغافوري                                                       | فرنك غيني   |
| الناتج المحلي الإجمالي (بليون دولار)                      | 323.91 مليار                                                         | 10.50 مليار |
| الناتج المحلي الإجمالي (تعادل القوة الشرائية) بليون دولار | 472.59 مليار                                                         | 15.24 مليار |
| الناتج المحلي الإجمالي الاسمي للفرد دولار أمريكي          | 52.89 ألف                                                            | 531         |
| الناتج المحلي الإجمالي للفرد دولار أمريكي                 | 82.76 ألف                                                            | 1.22 ألف    |
| مؤشر التنمية البشرية                                      | 0.925                                                                | 0.411       |
| رمز المكالمات الدولي                                      | +65                                                                  | +224        |
| رمز الإنترنت                                              | .sg                                                                  | .gn         |
| المنطقة الزمنية                                           | ت ع م+08:00، توقيت سنغافورة المنسق ‏                                  | 00          |

## منظمات دولية مشتركة
يشترك البلدان في عضوية مجموعة من المنظمات الدولية، منها:
| علم المنظمة | اسم المنظمة                               | تاريخ انضمام سنغافورة | تاريخ انضمام غينيا |
| ----------- | ----------------------------------------- | --------------------- | ------------------ |
|             | مؤسسة التنمية الدولية                     | 27 سبتمبر 2002        | 26 سبتمبر 1969     |
|             | يونسكو                                    | 8 أكتوبر 2007         | 2 فبراير 1960      |
|             | وكالة ضمان الاستثمار متعدد الأطراف        | 24 فبراير 1998        | 5 أكتوبر 1995      |
|             | الأمم المتحدة                             | 21 سبتمبر 1965        | 12 ديسمبر 1958     |
|             | الاتحاد البريدي العالمي                   | ?                     | ?                  |
|             | البنك الدولي للإنشاء والتعمير             | 3 أغسطس 1966          | 28 سبتمبر 1963     |
|             | منظمة حظر الأسلحة الكيميائية              | ?                     | ?                  |
|             | مؤسسة التمويل الدولية                     | 4 سبتمبر 1968         | 22 أكتوبر 1982     |
|             | المركز الدولي لتسوية المنازعات الاستشارية | 13 نوفمبر 1968        | 4 ديسمبر 1968      |
|             | منظمة التجارة العالمية                    | ?                     | 25 أكتوبر 1995     |
|             | منظمة الشرطة الجنائية الدولية             | ?                     | ?                  |

## وصلات خارجية
- موقع وزارة الخارجية السنغافورية